# Гуарам III
Гуарам III (груз.: გუარამ III) — представитель рода Гуарамидов, эрисмтавари Картлийского эрисмтаварства с 693 года по 748-ой.

## Биография
Гуарам III был удостоен византийского титула куропалата и, таким образом, должен был стать преемником своего отца (или деда) Гуарама II незадолго до 693 года, то есть до того, как возродившийся халифат Омейядов вытеснил византийцев из Кавказского региона.
У Гуарама III был сын, которого также звали Гуарам (или Гурген), и две неизвестные по имени дочери, одна из которых вышла замуж за принца Арчила из рода Хосроидов; другая дочь Гуарама вышла замуж за представителя рода Багратуни, Васака II. Их брак образовал совершенно новую династию, правившей Грузией практически 1000 лет (IX—XIX века).
У него также был сын Гуарам/Гурген, который был женат на принцессе из рода Нерсианидов, дочери Адарнасе III, и был он отцом Стефана III Иберийского.